# Euterpe edulis
Espèce
L'Euterpe edulis, communément appelé ensarova,  jussara,  palmito, palmito dulce ou  palmitero, est une espèce de palmiers de la famille des Arecaceae, originaire d'Amérique du Sud. Il pousse seulement sur des sols argileux et humides et protégés de la lumière solaire.
La plante est native de Bolivie, du Brésil, du Paraguay, du Pérou, de l'Argentine (dans les provinces de Misiones et de Corrientes)
C'est un des palmiers dont on extrait l'Açai.

## Liste des variétés
Selon Tropicos (20 juillet 2017) :
- variété Euterpe edulis var. clausa Mattos